# Pêssego da Cova da Beira
O Pêssego da Cova da Beira IGP é um produto de origem portuguesa com Indicação Geográfica Protegida pela União Europeia (UE) desde 21 de junho de 1996.

## Agrupamento gestor
O agrupamento gestor da indicação geográfica protegida "Pêssego da Cova da Beira" é a Cooperativa Agrícola de Fruticultores da Cova da Beira, C.R.L.